# 미터마이어쥐여우원숭이
미터마이어쥐여우원숭이(Microcebus mittermeieri)는 마다가스카르의 안자나하리베-수드 특별 보존 지구에 사는 쥐여우원숭이의 일종이다. 이 종의 이름은 국제보전단체의 대표를 지낸 러셀 미터마이어를 기리기 위해 지어졌다. 미터마이어쥐여우원숭이는 동부 해안의 쥐여우원숭이들 중에서 가장 작다. 몸은 밝은 적갈색에서 오렌지색 색조와 팔다리 바닥면과 함께 고동색을 띤다. 배 쪽은 희끄므레한 갈색을 띠며, 주둥이 위쪽으로 눈 사이에 독특한 흰 반점이 있다. 꼬리 끝은 검다.
이 발견은 2006년 6월 21일, 별도의 종인 졸리쥐여우원숭이(Microcebus jollyae)와 시몬스쥐여우원숭이(Microcebus simmonsi)의 발견과 함께 마다가스카르 안타나나리보의 국제보전단체 국제 심포지움에서 발표되었다. 또한 이 새로운 종들은 국제영장류학회지(International Journal of Primatology)에 공식 발표되었다.